# Alan Kováč
Alan Kováč (Bratislava, 22 maggio 1993) è un calciatore slovacco, attaccante del Gattendorf.

## Carriera
Ha collezionato 41 presenze nella massima serie slovacca con varie squadre.